# Un franc vermillon
Pour les articles homonymes, voir 1 franc.
Le timbre d’un franc vermillon au type Cérès fait partie de la première émission de timbres d’usage courant français, émise le 1er janvier 1849.
La date d’utilisation la plus précoce connue est celle du 2 janvier 1849 (2 lettres connues, toutes deux originaires de Paris).
Ce timbre, d’abord imprimé en rouge vermillon (« rouge clair »), existe ensuite en rouge carmin (« rouge foncé »). La nuance vermillon est retirée par l'administration générale des postes en raison d'une possible confusion avec le 40 centimes rouge-orange de la même série qui est prévu. En effet, dans les bureaux de poste mal éclairés, les postiers auraient pu vendre des timbres rouges au prix des timbres orange de 40 centimes, ou en vérifiant l'affranchissement confondre vermillon et orange, l'erreur étant accentuée par le fait que la typographie est minuscule. Or les postiers sont responsables sur leurs deniers des timbres qui leur sont confiés. 509700 timbres vermillon ont été tirés ; le stock restant de 112 400 exemplaires est détruit le 21 juillet 1851. Le rouge carmin sert jusqu'en novembre 1853 et l'émission d'un timbre à l'effigie de Napoléon III de même valeur. 
Le un franc vermillon est le plus recherché et le plus cher des timbres-poste de France. Sa cote s'explique par la rareté relative de ce timbre (car peu utilisé et durant une courte période) et par son esthétique.
Toutefois, comme tous les produits peu abondants, les exemplaires découverts sont préservés, et réparés. On le trouvera assez souvent oblitéré (en qualité standard s'entend) dans les ventes sur offre. Mais neuf, avec de grandes marges et une couleur et un papier frais, il est très rare. Il atteignait en neuf avec gomme d'origine une cote de 95 000 euros ou plus, et en oblitéré une cote de 20 000 euros ou plus, dans l’édition 2011 du catalogue Yvert et Tellier (timbre numéro 7).

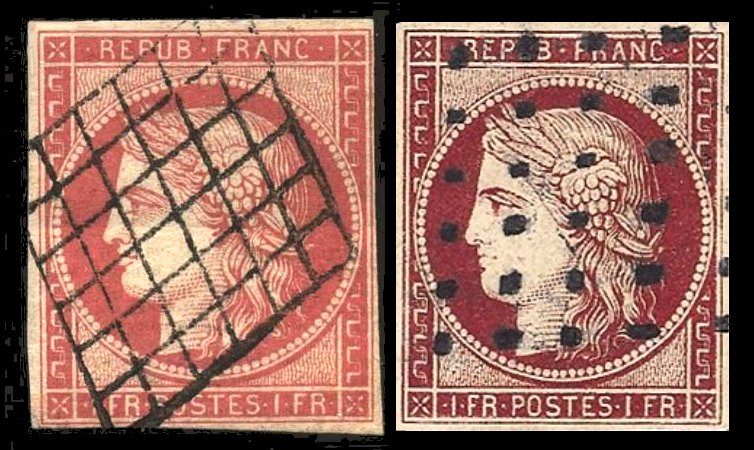
Les deux nuances côte à côte, vermillon et carmin

La circulaire de retrait de ce timbre en date du 1er décembre 1849 est un document philatélique coté par les catalogues puisqu'elle comprend deux demi-timbres coupés pour permettre aux directeurs de bureaux de poste de différencier les deux nuances de rouge.
Le bloc de 4 timbres dont un Cérès inversé est le deuxième timbre plus cher au monde avec une cote de 1 200 000 € (Timbres de France Yvert et Tellier 2023).
Le un franc vermillon est au cœur de l'intrigue du roman de Guy Lejaille, Du sang sur un vermillon.